# Moket

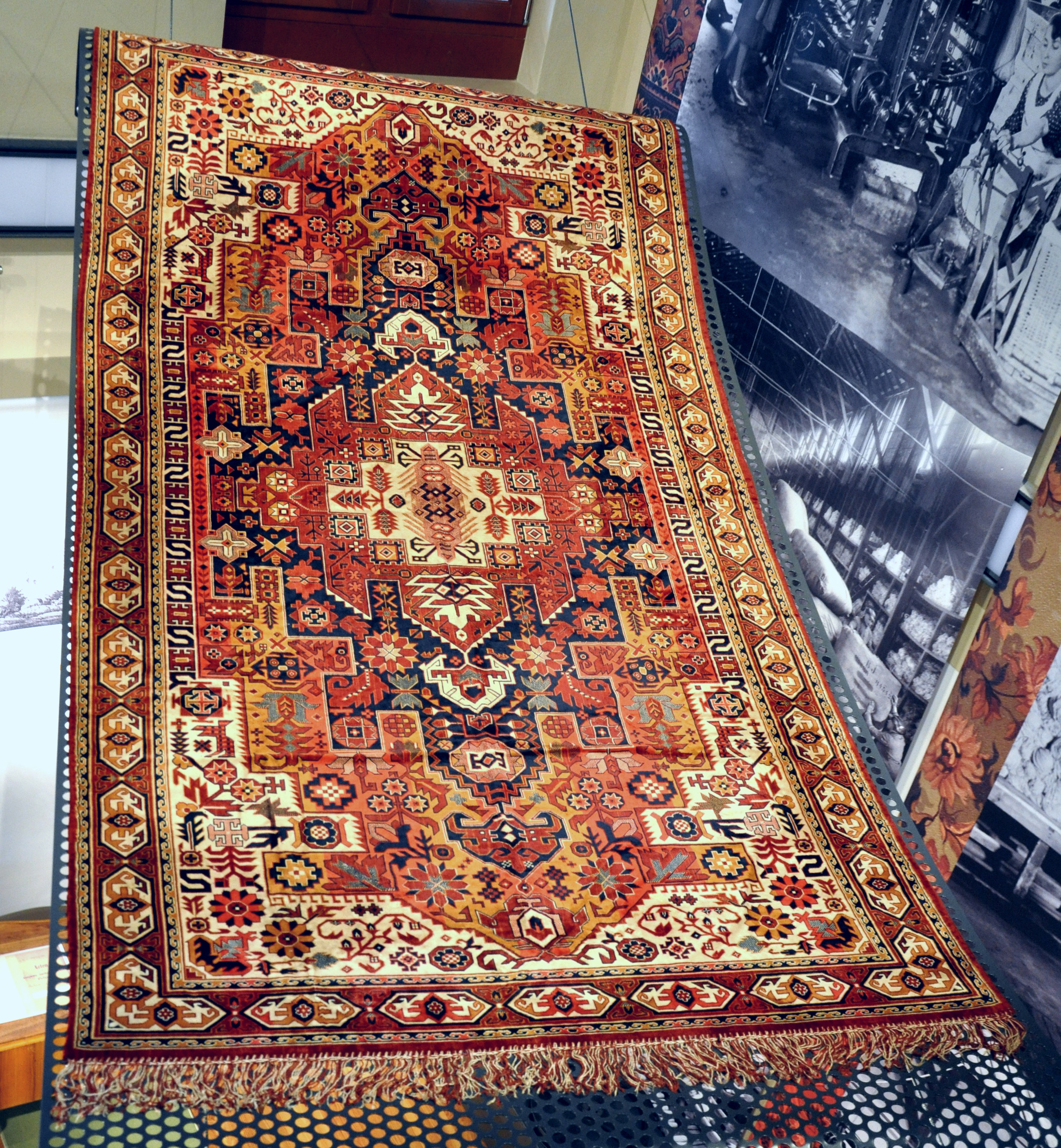
Moket, pokrývka na pohovku tkaná ve 4 barvách na žakárových strojích (asi v roce 1910)

Moket (angl.: moquette, něm.: Mokett) je vzorovaný nábytkový plyš s řezaným vlasem. 

## Klasické mokety
Většina moketů se vyrábí technikou dvojplyšů, obzvlášť cenné mokety se tkají na prutových tkacích strojích. Z minulosti jsou známé žakárové, listové, potiskované a leptané mokety. 
Tkanina sestává ze 3-5 systémů osnov a útků (základní, vazný, vlasový), vlasová osnova zpravidla z různobarevných nití (až v 8 barvách). Všechny příze jsou skané v rozsahu 25-70 tex x 2. Základní tkanina moketu je z bavlněné příze, vlasové niti jsou z mohéru, vlny, bavlny nebo i z umělých vláken. 

## Moketové koberce s potiskem
Vlasové osnovní niti pro potištěné mokety se před tkaním jednotlivě potiskují navinuté na bubnu s průměrem odpovídajícím střídě požadovaného vzoru. Nitě se pak v patřičném pořadí svinují na cívky, které se předkládají tkacímu stroji. Protože tato technika byla velmi nákladná, přestala se asi od poloviny 20. století k výrobě moketů používat. 

## Moket v 21. století

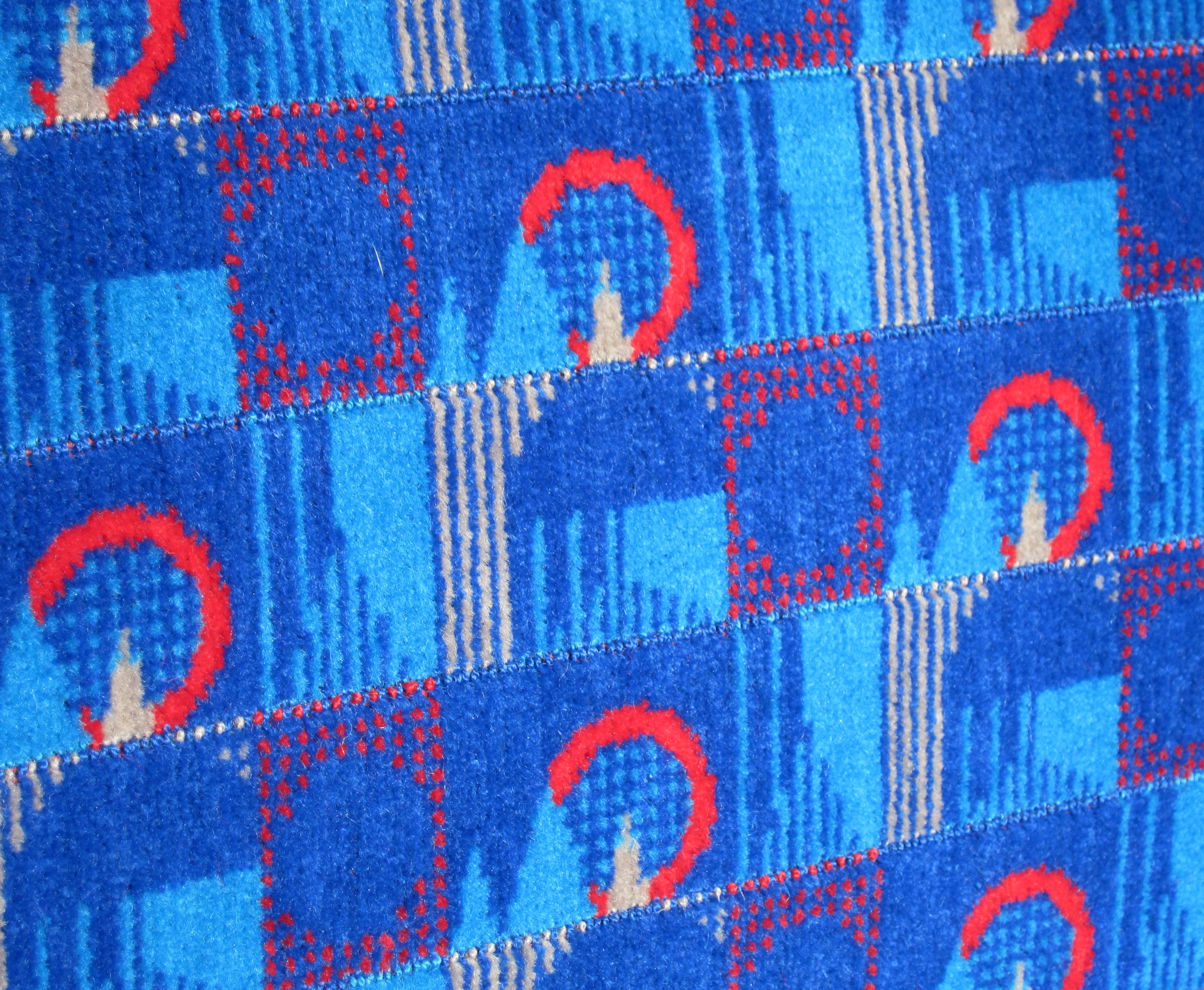
Moketový potah na sedadlech v londýnské podzemní dráze (z roku 2011)

Pod označením moket se v obchodech nabízejí
- jednobarevné plyšové koberce s vlasem z umělých vláken [3] nebo
- potahové tkaniny zčásti s módními vzory, s krátkým vlasem ze směsi vlna/umělá vlákna nebo z tvarovaných filamentů. Moket má velmi dobrou pevnost v oděru, je proto vhodný zejména pro potahy sedadel v autech a autobusech. [4]